# Connarus patrisii
Connarus patrisii là một loài thực vật có hoa trong họ Connaraceae. Loài này được (DC.) Planch. mô tả khoa học đầu tiên năm 1850.